# Jarosław Czarnobaj

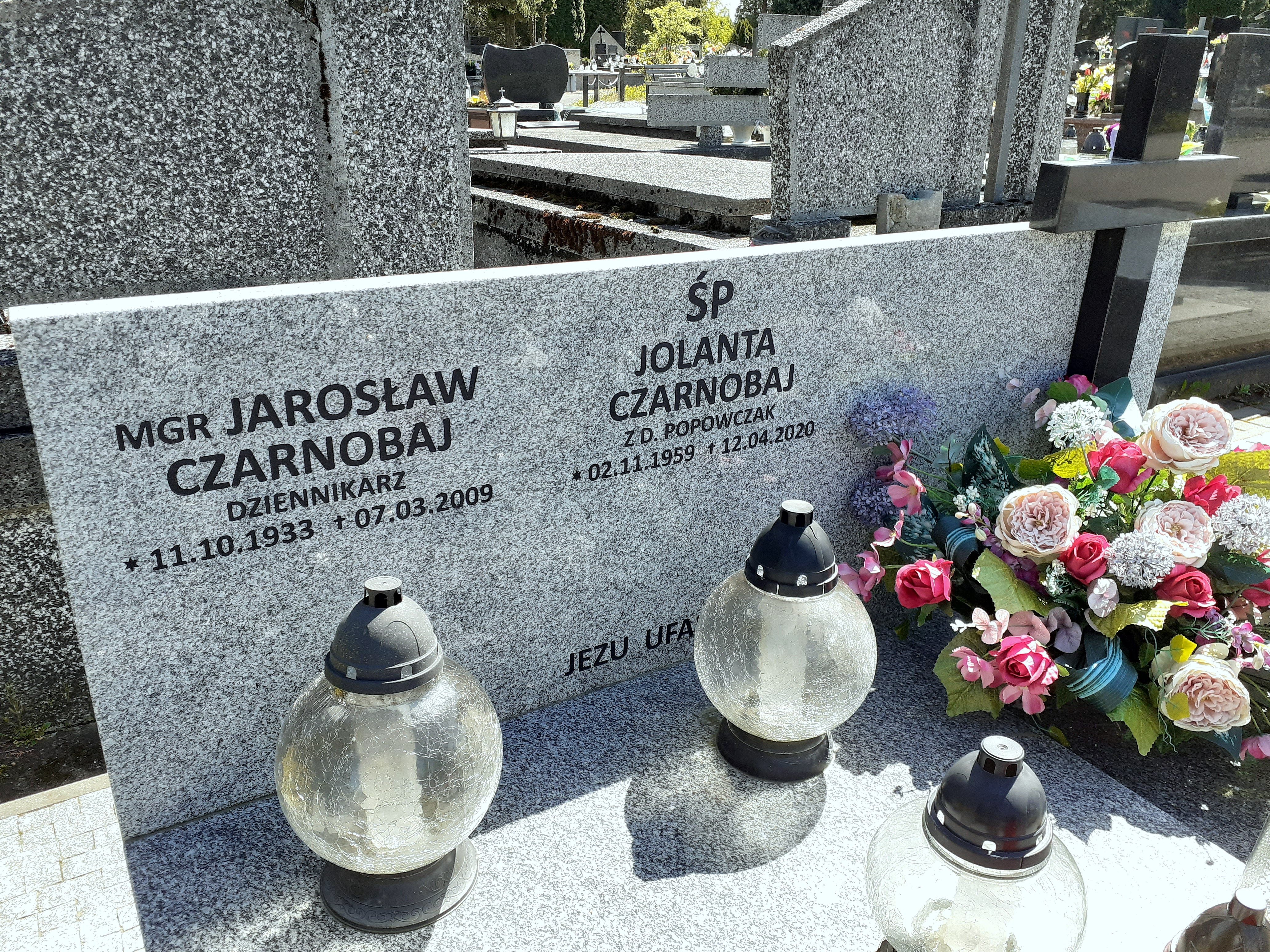
Grobowiec Jarosława Czarnobaja

Jarosław Czarnobaj (ur. 11 października 1933 w Brodach, zm. 7 marca 2009) – polski dziennikarz radiowy, związany z Polskim Radiem Rzeszów.
W nowe granice Polski przyjechał w 1957, w ramach ostatniego wysiedlenia Polaków z Kresów Wschodnich. Ukończył filologię rosyjską na wydziale humanistycznym Wyższej Szkole Pedagogicznej w Rzeszowie. Od 1958 pracował w Rozgłośni Polskiego Radia w Rzeszowie. Był autorem i prowadzącym przez blisko 40 lat  audycji w języku ukraińskim, adresowanej do tej mniejszości narodowej. Autor kilkuset audycji publicystycznych i informacyjnych.
Został pochowany 11 marca 2009 na cmentarzu Wilkowyja w Rzeszowie.